# Dicliptera lanceolaria
Dicliptera lanceolaria es una especie de planta floral del género Dicliptera, familia Acanthaceae. Fue descripta por Karthik y Moorthy.
Es nativa de Assam, Bangladés, Centro-Sur de China, Hainan, Laos, Birmania, Tailandia y Vietnam.